# 镇罗镇
镇罗镇，是中华人民共和国宁夏回族自治区中卫市沙坡头区下辖的一个乡镇级行政单位。

## 行政区划
镇罗镇下辖以下地区：
沈桥村、观音村、镇北村、镇西村、李嘴村、河沟村、凯歌村和胜金村。